# Equidenpass

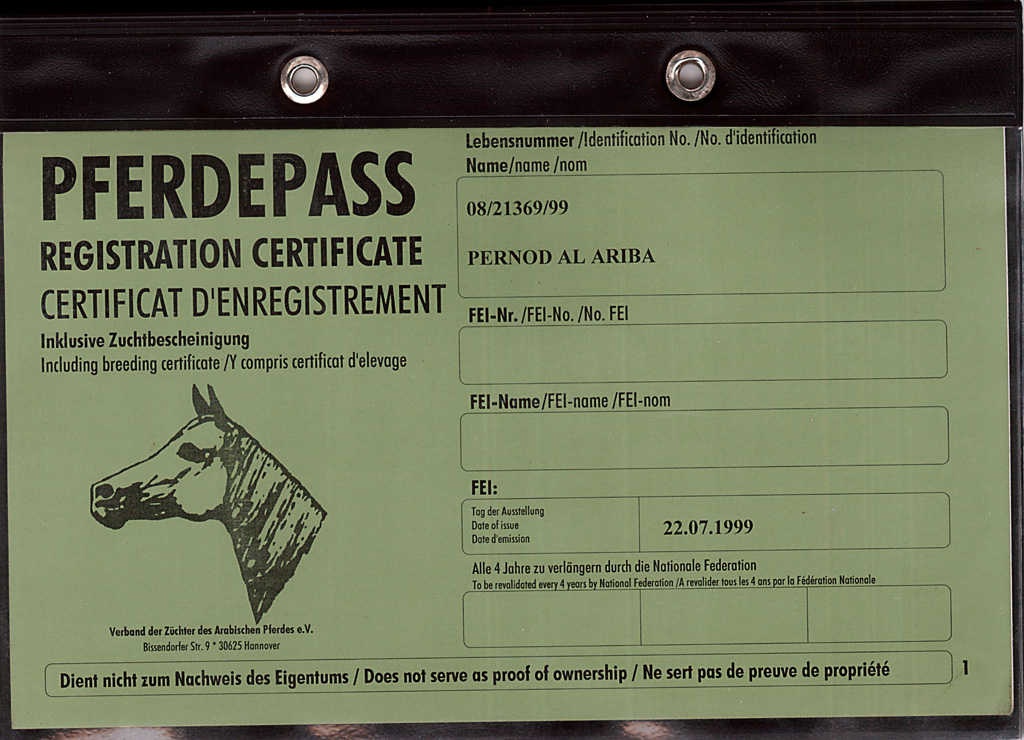
Equidenpass

Der Equidenpass ist das einzige, lebenslang gültige Identifizierungsdokument für in der EU gehaltene Pferde, aber auch für Esel, Zebras und deren Kreuzungen; es wurde zur Umsetzung der Verordnung (EG) Nr. 504/2008 eingeführt. Auf Antrag des Halters wird er ausgestellt durch den Zuchtverband, bei dem das betreffende Pferd eingetragen ist,  bei nicht eingetragenen Turnierpferden in Deutschland durch die Deutsche Reiterliche Vereinigung und bei sonstigen Pferden durch die Stellen, die von der Veterinärverwaltung des jeweiligen Bundeslandes damit beauftragt wurden. Der Equidenpass gilt für alle Tiere, die mit dem zoologischen Begriff Equiden bezeichnet werden. Equidenpass und Eigentumsurkunde verbleiben auch nach Aushändigung im Eigentum des jeweiligen Zuchtverbandes.

## Zweck
Für die Einfuhr eines Equiden, der in einem bestimmten Zuchtbuch eingeschrieben, eingetragen oder eintragungsfähig ist, in sie und sein Verbringen innerhalb der EWG machte diese ihren Mitgliedstaaten erstmals 1990 im Zuge tierzüchterischer und genealogischer Richtlinien für den Tierhandel Vorgaben zur Ausstellung von Begleitdokumenten, die dabei mitzuführen seien. Daraus entwickelten sich Regeln, wonach jeder Einhufer innerhalb der EU ein Papier benötige, das bei jedem Transport und bei der Schlachtung Auskunft auch über medizinische Behandlungen gebe, da in der EU das Pferd auch als Schlachttier gesehen wird. So soll eine leichtere Kontrolle von Tierseuchen und ein Mindestmaß an Verbraucherschutz gewährleistet werden. Hierbei wurde besonderes Augenmerk auf die medikamentöse Belastung von Schlachttieren gelegt. In Deutschland und Österreich ist es seit Einführung des Equidenpasses verboten, ein Pferd zu schlachten, für das kein Equidenpass existiert.
Die VO (EG) Nr. 504/2008 wollte mit ihm an Stelle bisheriger unterschiedlicher Dokumentationsverfahren ein einheitliches System zur Identifizierung aller Pferde einführen, zu dem eine Methode zur Gewährleistung einer eindeutigen Verbindung zwischen diesem Dokument und dem Equiden, also auch zu seiner Kennzeichnung und die Entwicklung einer Datenbank gehörte, in der seiner individuellen Kennung auf Basis des internationalen UELN-Systems (universelle Equiden-Lebensnummer) Einzelheiten seines Werdegangs und bestimmte Personen zugeordnet sein sollten. Dieses Identifizierungssystem dient der
- Identifizierung eines Pferdes und seiner Zuordnung, insbesondere bei oder nach Besitzwechsel oder gegenüber Behörden,
- Nutzungsdeklaration (z. B. „Zur Schlachtung bestimmt“) mit Auswirkung auf die Tierarzneimittelwahl und -dokumentation, falls das Tier zur Schlachtung zum menschlichen Verzehr, also zur Lebensmittelgewinnung bestimmt ist,
- Dokumentation des Gesundheitszustandes mit Integration einer Funktion als Impfpass.

Der Equidenpass ist bei Tod, Tötung, Diebstahl, Verlust oder Schlachtung des Tieres zu Seuchenbekämpfungszwecken an die Ausstellungsstelle zurückzugeben, es sei denn, er wird unter amtlicher Aufsicht im Schlachthof zerstört.

## Inhalt
Der Equidenpass wird in Form eines mehrseitigen gebundenen und gelochten Dokumentes ausgestellt, ist seit 2016 in 11, seit 28. Januar 2022 in 10 Abschnitte unterteilt und enthält folgende Angaben:
- Abschnitt 1: Identifizierung (u. a. eindeutige Lebensnummer, Kennzeichnung mit Transponder-Nummer, Abzeichendiagramm)
- Abschnitt 2: Verabreichung von Tierarzneimitteln
- Abschnitt 3: Gültigkeit des Dokuments für die Verbringung (Validierungsabzeichen/Lizenz)
- Abschnitt 4: Eigentümer
- Abschnitt 5: Ursprungsnachweis (Zuchtbescheinigung)
- Abschnitt 6: Eintragung der Identitätskontrollen
- Abschnitt 7: Aufzeichnungen der Impfungen gegen die Pferdegrippe
- Abschnitt 8: Aufzeichnungen der Impfungen gegen andere Krankheiten
- Abschnitt 9: Gesundheitskontrollen durch Laboruntersuchungen
- Abschnitt 10: Grundlegende Gesundheitsbedingungen  (obligatorisch für registrierte Equiden, inzwischen entfallen)
- Abschnitt 11 (seit 28. Januar 2022) 10: Kastanien

Im Abschnitt 2 des Equidenpass muss eindeutig festgelegt werden, ob das Tier „nicht zur Schlachtung“ (Teil II) oder  „zur Schlachtung“ (Teil III) zum menschlichen Verzehr bestimmt ist, da zur Behandlung von Tieren aus der erstgenannten Gruppe, also vor allem von Sportpferden Medikamente einsetzbar sind (sogenannter Therapienotstand), die bei Schlachttieren nicht zugelassen sind oder eine Wartefrist bis zur Schlachtung auslösten.
Änderungen an den Inhalten, z. B. des Eigentümers, können kostenpflichtig über die ausstellende Organisation angefordert werden.